# Touissant Luciani
Toussaint Luciani (Moca-Croce, 1937) és un polític cors. Ha estat alcalde de Moca-Croce pel Moviment per Còrsega i director d'Elf a Còrsega. Fou elegit conseller del departament de Còrsega del Sud i membre de l'Assemblea de Còrsega a les eleccions de 1982, 1984, 1986, 1992, 1998 i 1999.